# Håvard Gimse
Håvard Gimse (Kongsvinger, 15 settembre 1966) è un pianista norvegese e il fratello del violoncellista Øyvind Gimse. Ha ricevuto il Premio Grieg  (1996) ed il Premio Award (1995). Gimse ha realizzato diverse registrazioni per Naim Audio, Naxos Records, Sony Records, Chandos Records, Virgin Records e Simax.

## Biografia
Gimse è descritto come uno dei musicisti più importanti della Norvegia, con un repertorio ampio ed audace e una lista impressionante di 30 concerti per pianoforte eseguiti. È molto ricercato come pianista da concerto e come accompagnatore per molti dei migliori artisti della Scandinavia.
Dopo aver conseguito il diploma alla Hochschule der Künste di Berlino nel 1995 (Hans Leygraf), continuò i suoi studi con il venerato professore di pianoforte Jiri Hlinka in Norvegia.
Ha ricevuto il 1º premio allo Jugend Musiziert Competition del 1987 e da allora ha ricevuto molti dei premi più prestigiosi della Norvegia e della Scandinavia, tra cui il Premio Steinway nel 1995, il Premio Grieg  (1996), il Premio Gammleng (2001) ed il Premio Sibelius nel 2004. Gimse ha vinto il Norwegian Music Critics Award per le sue interpretazioni di tutte le Sonate per violoncello di Beethoven con Truls Mørk al Bergen International Festival nel 2011.

## Onorificenze
| Anno | Nazione  | Premio                                                           |
| ---- | -------- | ---------------------------------------------------------------- |
| 1985 | Norvegia | Premio per la musica Principessa Astrid                          |
| 1987 | Germania | 1º premio al concorso per pianoforte europeo di Musica giovanile |
| 1995 | Germania | Premio Steinway                                                  |
| 1996 | Norvegia | Premio Grieg                                                     |
| 2001 | Norvegia | Premio Gammleng                                                  |
| 2004 | Norvegia | Premio Sibelius                                                  |

## Discografia
- 1986: Musikk i Asker – F. Liszt: Sonata, F.Chopin: Ballade& Fantasy (Asker Kulturkontor MA1001)
- 1992: Music in a Nordic summer Night (Victoria VCD19052), con Stig Nilsson (violino)
- 1992: Sanger av Edvard Grieg (Norsk plateproduksjon IDCD29), con Elizabeth Norberg-Schulz (soprano)
- 1994: Grieg: Cello Sonata Op.36, Piano sonata Op. 7, Intermezzo (Naxos 8550878), con Øystein Birkeland (violoncello)
- 1997: Vieuxtemps/Franck: Music for Viola (Simax PSC1126), con Lars Anders Tomter (viola)
- 1998: Mozart: Sinfonia Concertante, K364/Piano Concerto, K365 (Chandos CHAN9695), con Iona Brown (violino), Lars Anders Tomter (viola), Vebjørn Anvik (klaver) & Det Norske Kammerorkester
- 1998: Geirr Tveitt: Piano Music vol. 2 (Marco Polo 8225056)
- 1998: Geirr Tveitt: Piano Music vol. 1 (Marco Polo 8225055)
- 1998: Franske mirakler (Kirkelig Kulturverksted FXCD201), con Aage Kvalbein (violoncello)
- 1999: Sibelius: Piano Music Vol. 1 (Naxos 8553899)
- 1999: Italienske mirakler (Kirkelig Kulturverksted FXCD216), con Aage Kvalbein (violoncello), Elizabeth Norberg-Schulz (soprano), Rolf Lislevand (lute instruments) & Henning Sommerro (accordion)
- 2000: Grieg: Samlede fiolinsonater (Sony Classical SK 89085), con Arve Tellefsen (violino)
- 2000: Mozart, Faurè, Prokofiev, Lutoslawski (Simax PSC1210), con Marianne Thorsen (violino)
- 2000: Martinu, Kabalevsky: Sonatas & Variations for Cello and Piano (Simax PSC1146), con Øystein Birkeland (violoncello)
- 2000: Chopin: Scherzi and Preludes (Naim NAIMCD028)
- 2000: Sibelius: Piano Music Vol. 2 (Naxos 8554808)
- 2001: Geirr Tveitt: Piano Concertos Nos 1 & 5 (Naxos 8555077), con the Royal Scottish National Orchestra/Bjarte Engeset
- 2001: Sibelius: Piano Music Vol. 3 (Naxos 8554814)
- 2001: Spanske mirakler (Kirkelig Kulturverksted FXCD241), con Aage Kvalbein (violoncello), Rolf Lislevand (guitar & theorbe) & Henning Sommerro (organo)
- 2001: Hindemith: The Four Temperaments (Intim Musik IMCD 068), con Kristiansand Kammerorkester / Jan Stigmer
- 2001: Carl Nielsen: Works for solo Violin and Violin and Piano (Afontibus ATB-CD 3), con Geir Inge Lotsberg (violino)
- 2002: Grieg:  Cello Sonata Op.36, String Quartet Op.27 (Virgin Classics 5455052), con Truls Mørk (violoncello), Sølve Sigerland (violino 1), Atle Sponberg (violino 2) & Lars Anders Tomter (viola)
- 2002: Geirr Tveitt: Pianoconcerto 4 & Variations for two pianos and orchestra (Naxos 8555761), con Gunilla Süssmann (klaver) Royal Scottish National Orchestra/Bjarte Engeset
- 2002: Grieg: Folk Songs, Dances (Naim NAIMCD059)
- 2003: Sibelius: Piano Music Vol. 4 (Naxos 8555363)
- 2003: T. Tellefsen – F. Chopin (Sonor Records SONCD9004), con Øyvind Gimse (violoncello)
- 2004: Sibelius: Piano Music Vol. 5 (Piano Miniatures) (Naxos 8555853)
- 2004: D. Shostakovitch: Music for Viola and piano (Somm SOMMCD030), con Lars Anders Tomter (viola)
- 2004: Grieg: Piano Concerto a minor (Naxos 8557279), con the Royal Scottish National Orchestra/Bjarte Engeset
- 2004: Sibelius: Songs (Simax PSC1240), con Randi Stene (mezzosoprano)
- 2005: Ole Bull – a Norwegian Pioneer (Simax PSC1261), con Arve Tellefsen (violino) & Trondheim Symphony Orchestra/Eivind Aadland
- 2006: Piano Works by Haydn, Mozart, Beethoven (Naim NAIMCD089)
- 2006: Elk Sonata (Nordic Sounds NOSCD1967), con Lars Anders Tomter (viola)
- 2007: Klaus Egge – Piano Concerto No. 2 (Naxos 8557834), con Trondheim Soloists & Øyvind Gimse
- 2008: David Monrad Johansen, Johan Kvandal – Piano Concertos, Pan (Simax PSC1234), con Oslo Philharmonic Orchestra, Christian Eggen & Ole Kristian Ruud
- 2008: Béla Bártok: Works for Violin (Simax PSC1174), con Elise Båtnes (violino)
- 2013: Arvesylv. Works by Tveitt, Sæverud and Mørk Karlsen (Fabra FBRCD-10)